# Pajūris
Pajūris (poln. Pojurze) ist ein Ort der Rajongemeinde Šilalė in Litauen. Pajūris liegt am Fluss Jūra im Bezirk Tauragė (Tauroggen) und ist 13 km von Šilalė entfernt. Der Ort hat 784 Einwohner (2011).

## Geschichte
Den Kern der Ortschaft bildet das gleichnamige Gutshaus. Es wird bereits 1520 in schriftlichen Aufzeichnungen erwähnt und blickt auf eine lange und wechselhafte Geschichte zurück. So diente es als Adelssitz, gehörte später aber auch zu einem Mönchskloster. Auf dem Gelände des Gutes entstanden eine Schmiede, eine Molkerei und ein Sägewerk.
Auf dem Gebiet von Pajūris entstanden später auch zwei Campingplätze.
Seit 2019 ist das Artilleriebataillon Brigadegeneral Motiejus Pečiulionis des litauischen Heeres in Pajūris stationiert.

## Kultur und Sehenswürdigkeiten

### Kirche der heiligen Dreifaltigkeit
Eine der Sehenswürdigkeiten des Ortes ist die Kirche der heiligen Dreifaltigkeit. Das 1830 errichtete Gebäude liegt auf einer Anhöhe, südlich vom Ortskern.

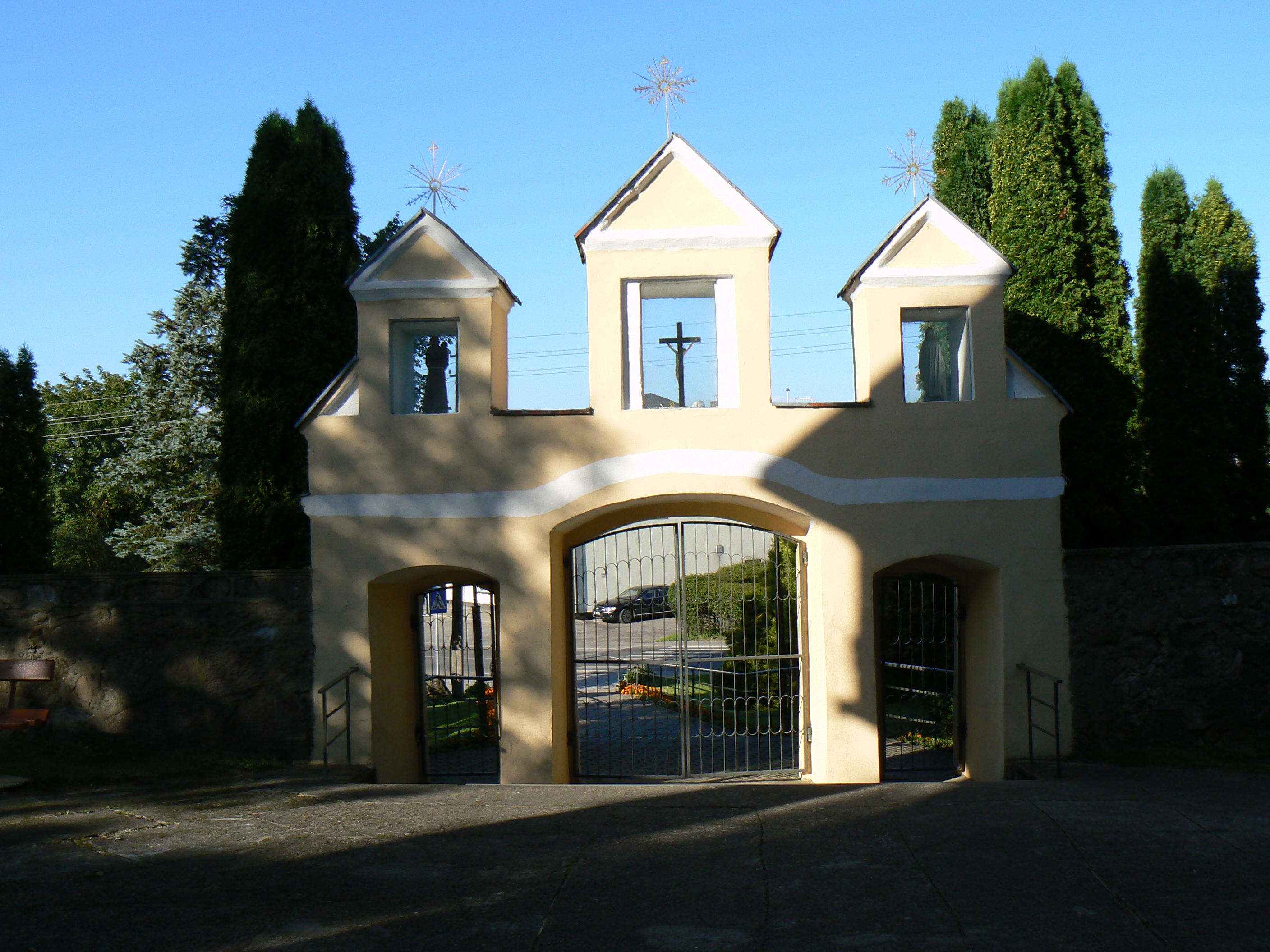
Eingang der Kirche der heiligen Dreifaltigkeit
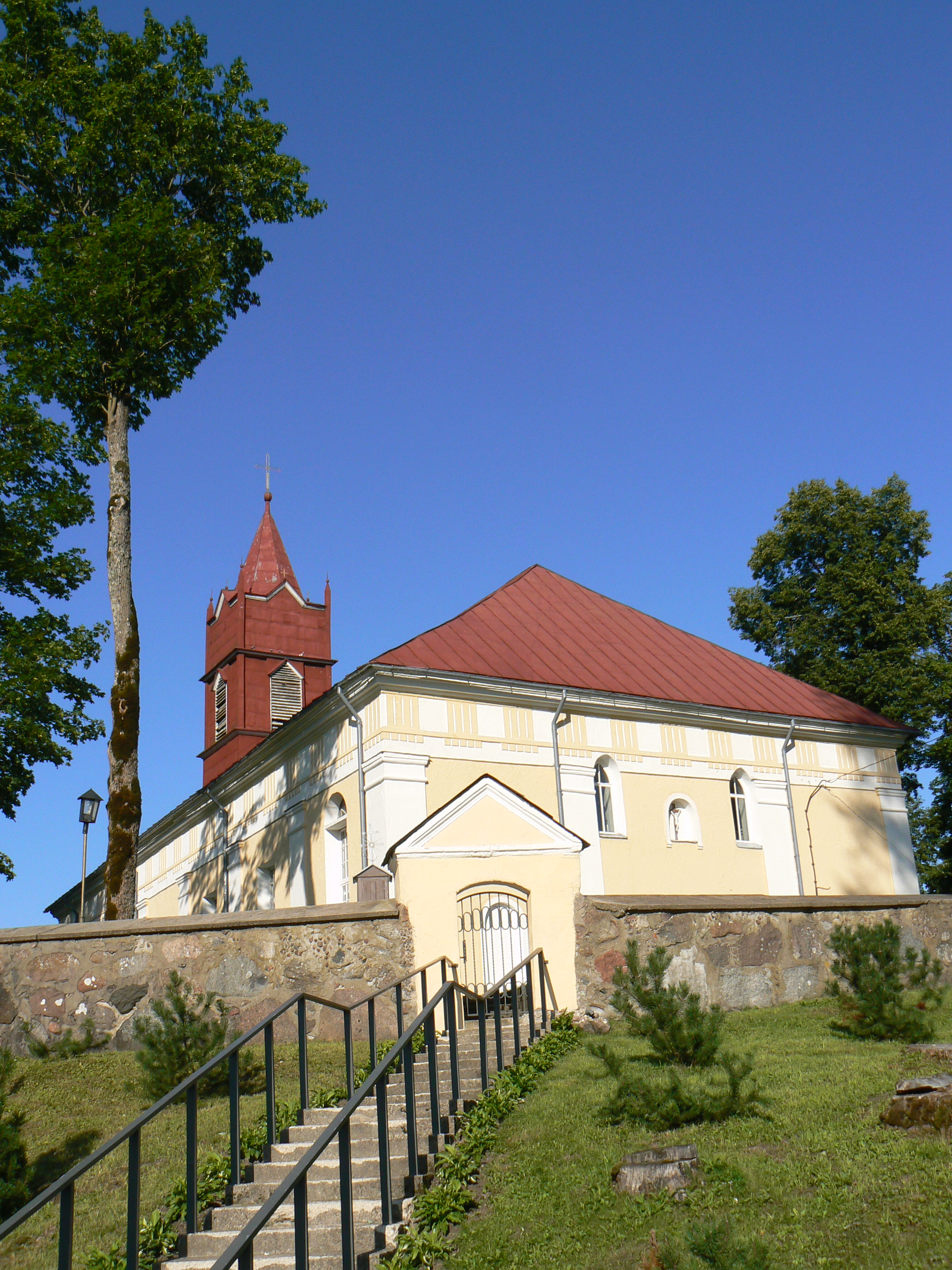
Rückseite der Kirche
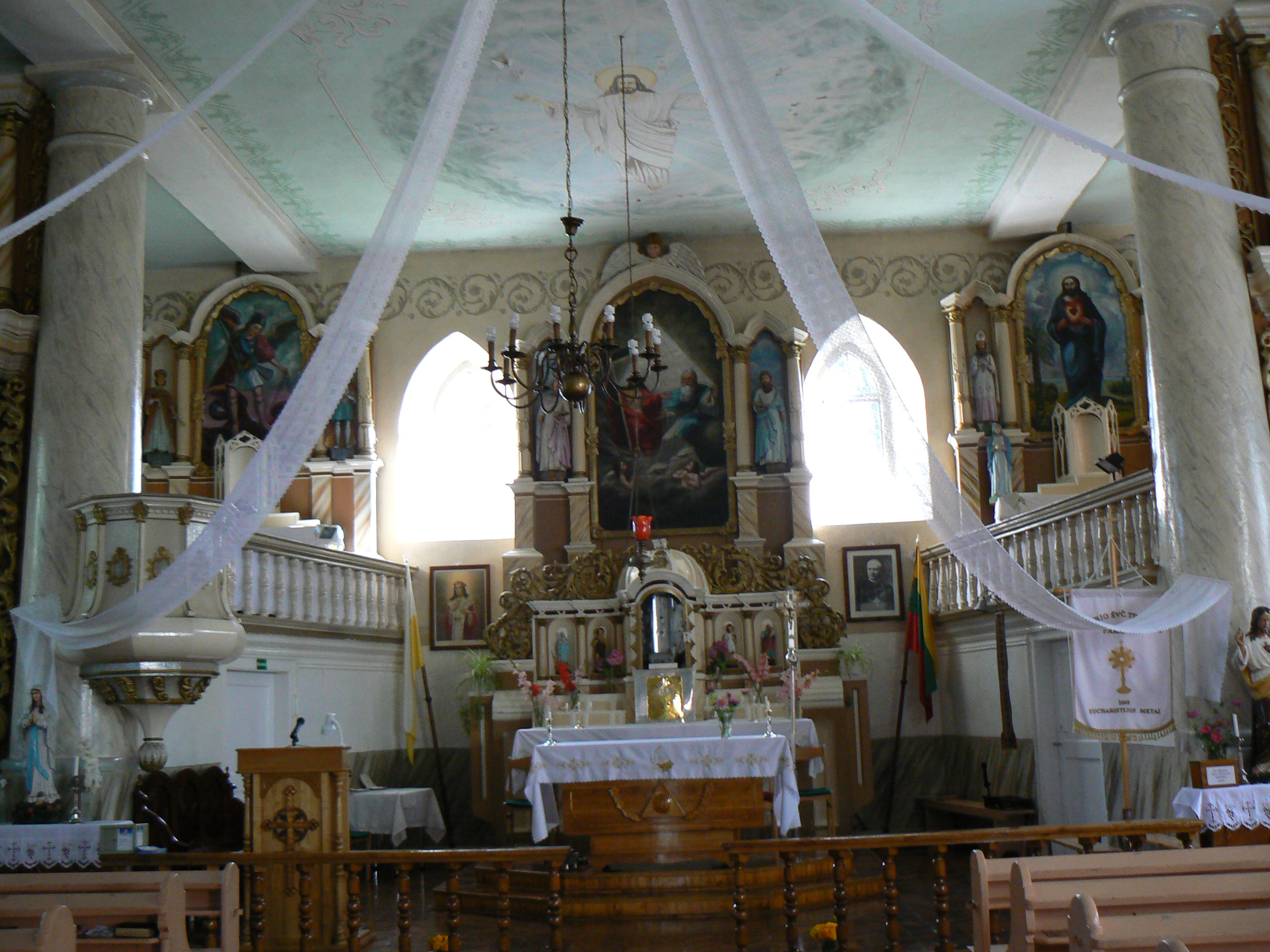
Altar im Innenraum der Kirche

### Galerie weiterer Ortsansichten

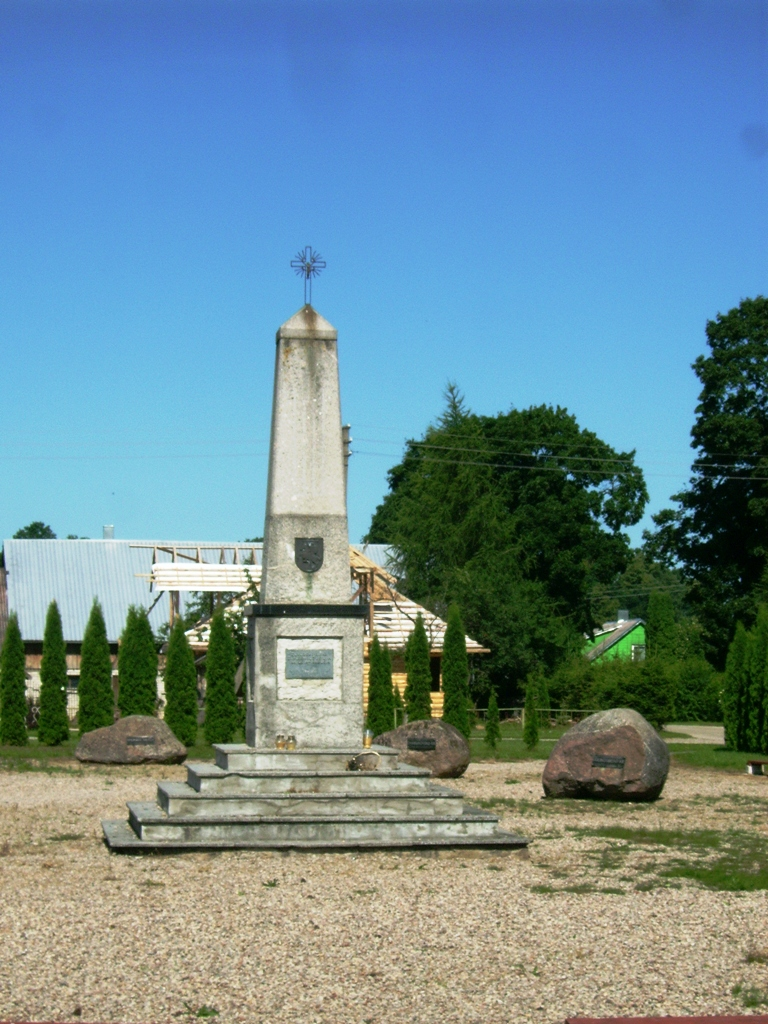
Obelisk zur Erinnerung an die Exilanten
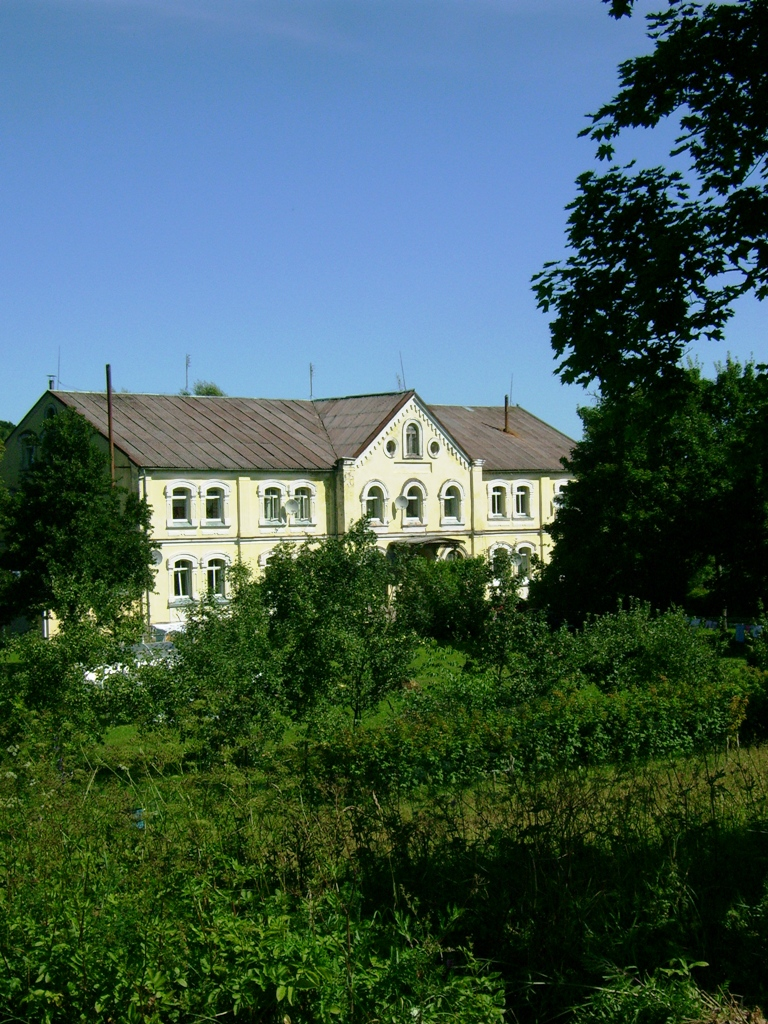
Früheres Franziskanerkloster
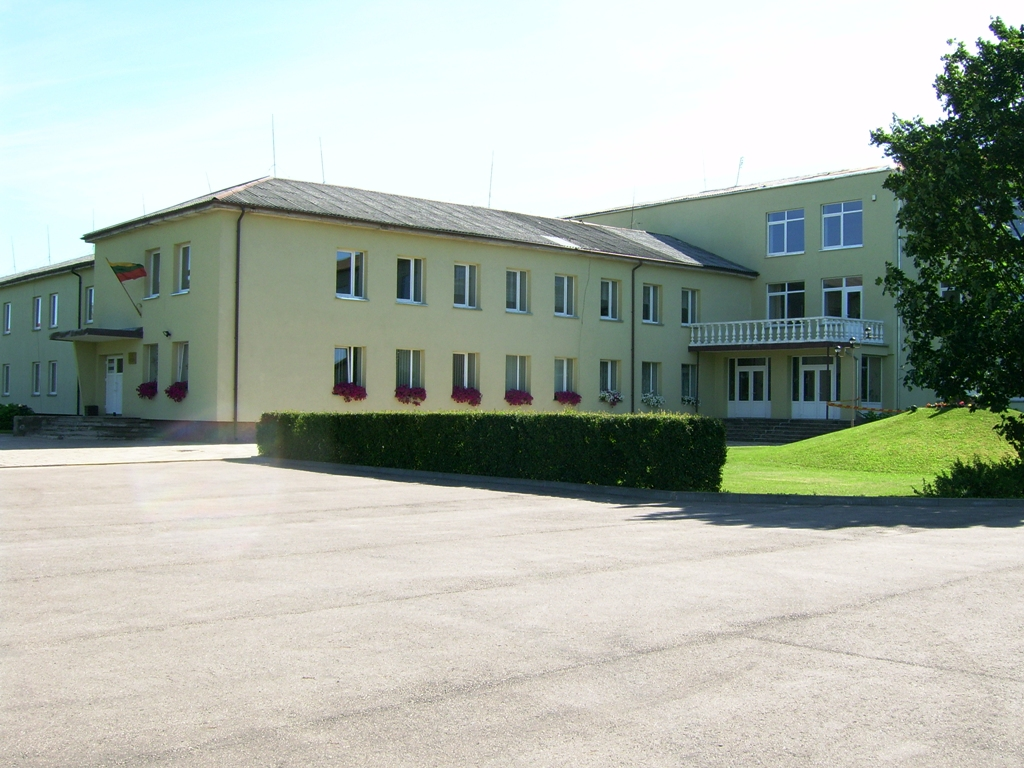
Schule
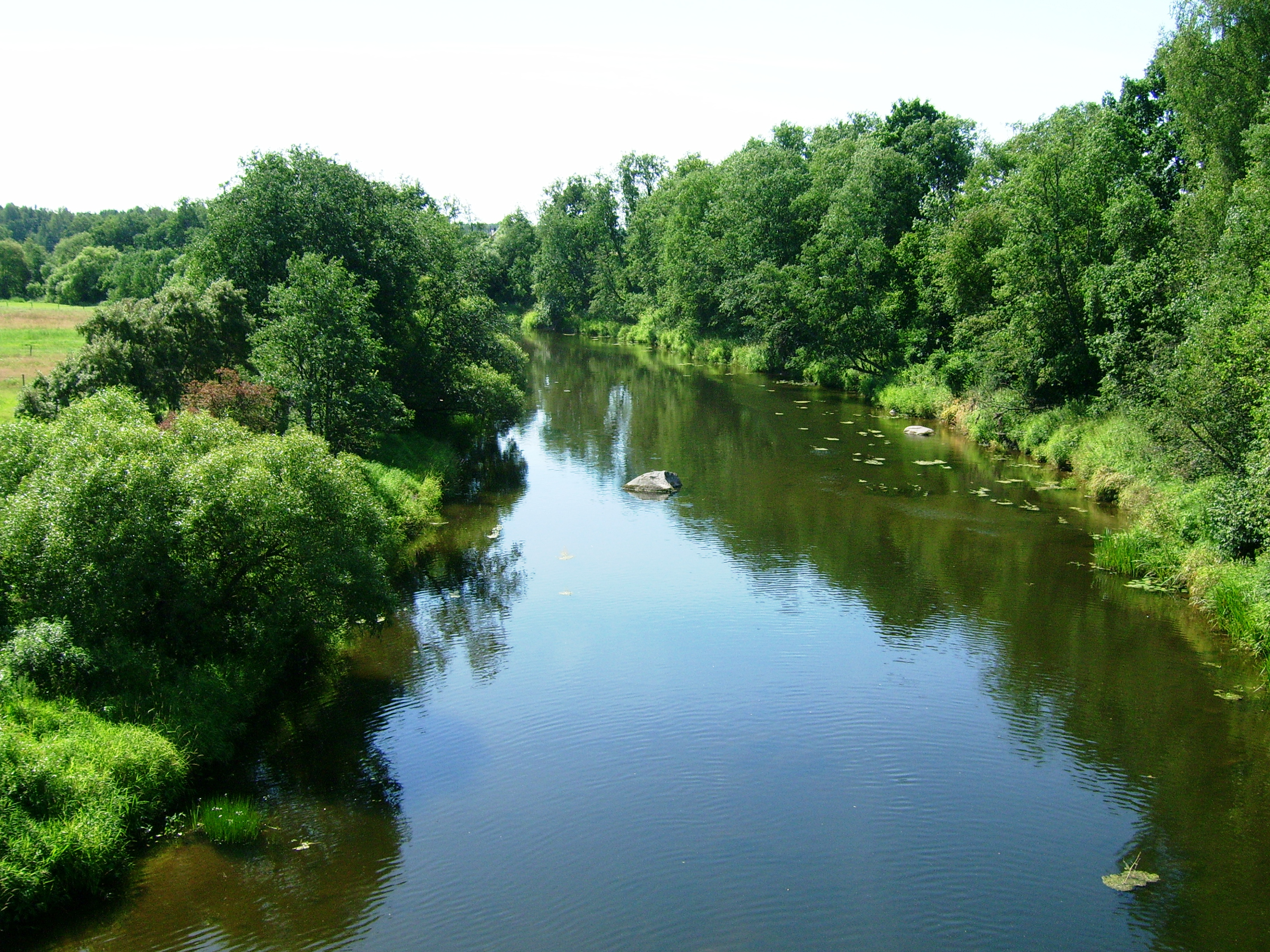
Der Fluss Jūra in der Umgebung von Pajūris